# Cybele Corona
Cybele Corona est une corona, formation géologique en forme de couronne, située sur la planète Vénus par -7,5° S et 20,7° E. Elle est localisée dans le quadrangle d'Alpha Regio. Elle a été nommée en référence à Cybele, déesse phrygienne de la fertilité. 

## Géographie et géologie
Cybele Corona couvre une surface circulaire d'environ 500 km de diamètre. Cette formation fait partie des 34 coronae de plus de 500 km de diamètre sur la surface de Vénus.